# Eriogonum gracilipes
Eriogonum gracilipes är en slideväxtart som beskrevs av S. Wats.. Eriogonum gracilipes ingår i släktet Eriogonum och familjen slideväxter. Inga underarter finns listade i Catalogue of Life.